# Sebastian Rudy
Sebastian Rudy (Villingen-Schwenningen, 28 febbraio 1990) è un ex calciatore tedesco, di ruolo centrocampista.

## Biografia
Ha un fratello più grande di nome Florian, anch'egli calciatore.

## Caratteristiche tecniche
Gioca prevalentemente come mediano davanti alla difesa, bravo tatticamente sa agire anche come centrocampista centrale. È molto abile in fase di interdizione e nel recuperare palla, possiede inoltre una buona capacità di corsa abbinata ad una buona fisicità, grazie a ciò può essere impiegato anche sulla fascia destra come laterale di difesa, oppure anche come esterno destro di centrocampo.

## Carriera

### Club

#### Stoccarda II e Stoccarda
Cresce calcisticamente nelle giovanili dello Stoccarda, per poi passare in prima squadra nell'estate 2008.

#### Hoffenheim
Il 24 agosto 2010 viene acquistato a titolo definitivo dall'Hoffenheim, per 4 milioni di euro, dove col tempo diventa uno dei leader e vice-capitano del club tedesco.

#### Bayern Monaco
Il 15 gennaio 2017 il Bayern Monaco annuncia l'acquisto del giocatore, in scadenza di contratto, che farà parte della rosa della squadra bavarese a partire dal 1º luglio seguente.

#### Schalke 04, Hoffenheim e ritiro
Dopo una sola stagione trascorsa con i bavaresi, il 27 agosto 2018 passa allo Schalke 04, con cui firma un quadriennale. Il 31 luglio 2019 viene ceduto in prestito all'Hoffenheim. A fine stagione ritorna allo Schalke 04 e, dopo 2 presenze in campionato, il 5 ottobre 2020 ritorna di nuovo in prestito all'Hoffenheim per la stagione 2020-2021.
Il 16 giugno 2021 si svincola dal club di Gelsenkirchen, con cui aveva ancora un anno di contratto. Il 28 giugno seguente viene tesserato nuovamente dall'Hoffenheim, con cui firma un biennale.
Al termine del biennio non rinnova il proprio contratto con il club.
Il 28 settembre 2023, all'età di 33 anni, annuncia il ritiro dal calcio giocato.

### Nazionale
Ha svolto tutta la trafila delle nazionali giovanili tedesche, per poi debuttare il 13 maggio 2014 nella nazionale tedesca in una partita amichevole giocata contro la Polonia. Viene convocato per la Confederation Cup, manifestazione vinta dalla nazionale tedesca e in cui Rudy scende in campo in cinque partite. Un anno dopo viene convocato per i Mondiali 2018.

## Statistiche

### Presenze e reti nei club
Statistiche aggiornate al 16 giugno 2021.
| Stagione            | Squadra             | Campionato          | Campionato | Campionato | Coppe nazionali | Coppe nazionali | Coppe nazionali | Coppe continentali | Coppe continentali | Coppe continentali | Altre coppe | Altre coppe | Altre coppe | Totale | Totale |
| Stagione            | Squadra             | Comp                | Pres       | Reti       | Comp            | Pres            | Reti            | Comp               | Pres               | Reti               | Comp        | Pres        | Reti        | Pres   | Reti   |
| ------------------- | ------------------- | ------------------- | ---------- | ---------- | --------------- | --------------- | --------------- | ------------------ | ------------------ | ------------------ | ----------- | ----------- | ----------- | ------ | ------ |
| 2007-2008           | Stoccarda II        | RLS                 | 15         | 4          | CG              | 0               | 0               | -                  | -                  | -                  | -           | -           | -           | 15     | 4      |
| set.-ott. 2008      | Stoccarda           | BL                  | 2          | 0          | CG              | 1               | 0               | Int+CU             | 0+2                | 0                  | -           | -           | -           | 5      | 0      |
| 2008-2009           | Stoccarda II        | DL                  | 16         | 7          | CG              | 0               | 0               | -                  | -                  | -                  | -           | -           | -           | 16     | 7      |
| 2009-2010           | Stoccarda II        | DL                  | 6          | 1          | CG              | 0               | 0               | -                  | -                  | -                  | -           | -           | -           | 6      | 1      |
| Totale Stoccarda II | Totale Stoccarda II | Totale Stoccarda II | 37         | 12         |                 | 0               | 0               |                    | -                  | -                  |             | -           | -           | 37     | 12     |
| 2009-2010           | Stoccarda           | BL                  | 13         | 0          | CG              | 2               | 0               | UCL                | 6                  | 1                  | -           | -           | -           | 21     | 1      |
| ago.2010            | Stoccarda           | BL                  | 0          | 0          | CG              | 1               | 0               | UEL                | 2                  | 1                  | -           | -           | -           | 3      | 1      |
| Totale Stoccarda    | Totale Stoccarda    | Totale Stoccarda    | 15         | 0          |                 | 4               | 0               |                    | 10                 | 2                  |             | -           | -           | 29     | 2      |
| 2010-2011           | Hoffenheim          | BL                  | 32         | 1          | CG              | 3               | 0               | -                  | -                  | -                  | -           | -           | -           | 35     | 1      |
| 2011-2012           | Hoffenheim          | BL                  | 28         | 0          | CG              | 1               | 0               | -                  | -                  | -                  | -           | -           | -           | 29     | 0      |
| 2012-2013           | Hoffenheim          | BL                  | 23+2       | 0          | CG              | 1               | 0               | -                  | -                  | -                  | -           | -           | -           | 26     | 0      |
| 2013-2014           | Hoffenheim          | BL                  | 27         | 2          | CG              | 3               | 0               | -                  | -                  | -                  | -           | -           | -           | 30     | 2      |
| 2014-2015           | Hoffenheim          | BL                  | 29         | 4          | CG              | 4               | 0               | -                  | -                  | -                  | -           | -           | -           | 33     | 4      |
| 2015-2016           | Hoffenheim          | BL                  | 24         | 2          | CG              | 1               | 0               | -                  | -                  | -                  | -           | -           | -           | 25     | 2      |
| 2016-2017           | Hoffenheim          | BL                  | 32         | 2          | CG              | 2               | 1               | -                  | -                  | -                  | -           | -           | -           | 34     | 3      |
| 2017-2018           | Bayern Monaco       | BL                  | 25         | 1          | CG              | 4               | 0               | UCL                | 5                  | 0                  | SG          | 1           | 0           | 35     | 1      |
| 2018-2019           | Schalke 04          | BL                  | 21         | 0          | CG              | 3               | 0               | UCL                | 4                  | 0                  | -           | -           | -           | 28     | 0      |
| 2019-2020           | Hoffenheim          | BL                  | 32         | 1          | CG              | 3               | 0               | -                  | -                  | -                  | -           | -           | -           | 35     | 1      |
| set. 2020           | Schalke 04          | BL                  | 2          | 0          | CG              | -               | -               | -                  | -                  | -                  | -           | -           | -           | 2      | 0      |
| Totale Schalke 04   | Totale Schalke 04   | Totale Schalke 04   | 23         | 0          |                 | 3               | 0               |                    | 4                  | 0                  |             | -           | -           | 30     | 0      |
| 2020-2021           | Hoffenheim          | BL                  | 25         | 1          | CG              | 1               | 0               | UEL                | 7                  | 0                  | -           | -           | -           | 33     | 1      |
| Totale Hoffenheim   | Totale Hoffenheim   | Totale Hoffenheim   | 254+2      | 13         |                 | 19              | 1               |                    | 7                  | 0                  |             | -           | -           | 282    | 14     |
| Totale carriera     | Totale carriera     | Totale carriera     | 352+2      | 26         |                 | 30              | 1               |                    | 26                 | 2                  |             | 1           | 0           | 411    | 29     |

### Cronologia presenze e reti in nazionale
| Cronologia completa delle presenze e delle reti in nazionale ― Germania | Cronologia completa delle presenze e delle reti in nazionale ― Germania | Cronologia completa delle presenze e delle reti in nazionale ― Germania | Cronologia completa delle presenze e delle reti in nazionale ― Germania | Cronologia completa delle presenze e delle reti in nazionale ― Germania | Cronologia completa delle presenze e delle reti in nazionale ― Germania | Cronologia completa delle presenze e delle reti in nazionale ― Germania | Cronologia completa delle presenze e delle reti in nazionale ― Germania |
| Data                                                                    | Città                                                                   | In casa                                                                 | Risultato                                                               | Ospiti                                                                  | Competizione                                                            | Reti                                                                    | Note                                                                    |
| ----------------------------------------------------------------------- | ----------------------------------------------------------------------- | ----------------------------------------------------------------------- | ----------------------------------------------------------------------- | ----------------------------------------------------------------------- | ----------------------------------------------------------------------- | ----------------------------------------------------------------------- | ----------------------------------------------------------------------- |
| 13-5-2014                                                               | Amburgo                                                                 | Germania                                                                | 0 – 0                                                                   | Polonia                                                                 | Amichevole                                                              | -                                                                       |                                                                         |
| 3-9-2014                                                                | Düsseldorf                                                              | Germania                                                                | 2 – 4                                                                   | Argentina                                                               | Amichevole                                                              | -                                                                       | 71’                                                                     |
| 7-9-2014                                                                | Dortmund                                                                | Germania                                                                | 2 – 1                                                                   | Scozia                                                                  | Qual. Euro 2016                                                         | -                                                                       |                                                                         |
| 14-10-2014                                                              | Gelsenkirchen                                                           | Germania                                                                | 1 – 1                                                                   | Irlanda                                                                 | Qual. Euro 2016                                                         | -                                                                       | 86’                                                                     |
| 18-11-2014                                                              | Vigo                                                                    | Spagna                                                                  | 0 – 1                                                                   | Germania                                                                | Amichevole                                                              | -                                                                       |                                                                         |
| 25-3-2015                                                               | Kaiserslautern                                                          | Germania                                                                | 2 – 2                                                                   | Australia                                                               | Amichevole                                                              | -                                                                       | 46’                                                                     |
| 29-3-2015                                                               | Tbilisi                                                                 | Georgia                                                                 | 0 – 2                                                                   | Germania                                                                | Qual. Euro 2016                                                         | -                                                                       |                                                                         |
| 10-6-2015                                                               | Colonia                                                                 | Germania                                                                | 1 – 2                                                                   | Stati Uniti                                                             | Amichevole                                                              | -                                                                       |                                                                         |
| 13-6-2015                                                               | Faro                                                                    | Gibilterra                                                              | 0 – 7                                                                   | Germania                                                                | Qual. Euro 2016                                                         | -                                                                       |                                                                         |
| 29-3-2016                                                               | Monaco di Baviera                                                       | Germania                                                                | 4 – 1                                                                   | Italia                                                                  | Amichevole                                                              | -                                                                       |                                                                         |
| 29-5-2016                                                               | Augusta                                                                 | Germania                                                                | 1 – 3                                                                   | Slovacchia                                                              | Amichevole                                                              | -                                                                       |                                                                         |
| 15-11-2016                                                              | Milano                                                                  | Italia                                                                  | 0 – 0                                                                   | Germania                                                                | Amichevole                                                              | -                                                                       |                                                                         |
| 22-3-2017                                                               | Dortmund                                                                | Germania                                                                | 1 – 0                                                                   | Inghilterra                                                             | Amichevole                                                              | -                                                                       | 84’                                                                     |
| 26-3-2017                                                               | Baku                                                                    | Azerbaigian                                                             | 1 – 4                                                                   | Germania                                                                | Qual. Mondiali 2018                                                     | -                                                                       | 89’                                                                     |
| 6-6-2017                                                                | Brøndby                                                                 | Danimarca                                                               | 1 – 1                                                                   | Germania                                                                | Amichevole                                                              | -                                                                       | 58’                                                                     |
| 19-6-2017                                                               | Soči                                                                    | Australia                                                               | 2 – 3                                                                   | Germania                                                                | Conf. Cup 2017 - 1º turno                                               | -                                                                       |                                                                         |
| 22-6-2017                                                               | Kazan'                                                                  | Germania                                                                | 1 – 1                                                                   | Cile                                                                    | Conf. Cup 2017 - 1º turno                                               | -                                                                       | 60’                                                                     |
| 25-6-2017                                                               | Soči                                                                    | Germania                                                                | 3 – 1                                                                   | Camerun                                                                 | Conf. Cup 2017 - 1º turno                                               | -                                                                       | 74’                                                                     |
| 29-6-2017                                                               | Soči                                                                    | Germania                                                                | 4 – 1                                                                   | Messico                                                                 | Conf. Cup 2017 - Semifinale                                             | -                                                                       |                                                                         |
| 2-7-2017                                                                | San Pietroburgo                                                         | Cile                                                                    | 0 – 1                                                                   | Germania                                                                | Conf. Cup 2017 - Finale                                                 | -                                                                       | 92’                                                                     |
| 4-9-2017                                                                | Stoccarda                                                               | Germania                                                                | 6 – 0                                                                   | Norvegia                                                                | Qual. Mondiali 2018                                                     | -                                                                       | 60’                                                                     |
| 5-10-2017                                                               | Belfast                                                                 | Irlanda del Nord                                                        | 1 – 3                                                                   | Germania                                                                | Qual. Mondiali 2018                                                     | 1                                                                       |                                                                         |
| 10-11-2017                                                              | Londra                                                                  | Inghilterra                                                             | 1 – 1                                                                   | Germania                                                                | Amichevole                                                              | -                                                                       | 86’                                                                     |
| 14-11-2017                                                              | Colonia                                                                 | Germania                                                                | 2 – 2                                                                   | Francia                                                                 | Amichevole                                                              | -                                                                       | 75’                                                                     |
| 2-6-2018                                                                | Klagenfurt                                                              | Austria                                                                 | 2 – 1                                                                   | Germania                                                                | Amichevole                                                              | -                                                                       | 46’                                                                     |
| 23-6-2018                                                               | Soči                                                                    | Germania                                                                | 2 – 1                                                                   | Svezia                                                                  | Mondiali 2018 - 1º turno                                                | -                                                                       | 31’                                                                     |
| 15-11-2018                                                              | Lipsia                                                                  | Germania                                                                | 3 – 0                                                                   | Russia                                                                  | Amichevole                                                              | -                                                                       | 65’                                                                     |
| 9-10-2019                                                               | Dortmund                                                                | Germania                                                                | 2 – 2                                                                   | Argentina                                                               | Amichevole                                                              | -                                                                       | 83’                                                                     |
| 16-11-2019                                                              | Mönchengladbach                                                         | Germania                                                                | 4 – 0                                                                   | Bielorussia                                                             | Qual. Euro 2020                                                         | -                                                                       | 90+1’                                                                   |
| Totale                                                                  |                                                                         | Presenze                                                                | 29                                                                      |                                                                         | Reti                                                                    | 1                                                                       |                                                                         |

## Palmarès

### Club
- Supercoppa di Germania: 2

Bayern Monaco: 2017, 2018
- Campionato tedesco: 1

Bayern Monaco: 2017-2018

### Nazionale
- Confederations Cup: 1

Russia 2017